# Sylvesterkapelle (Bochum)

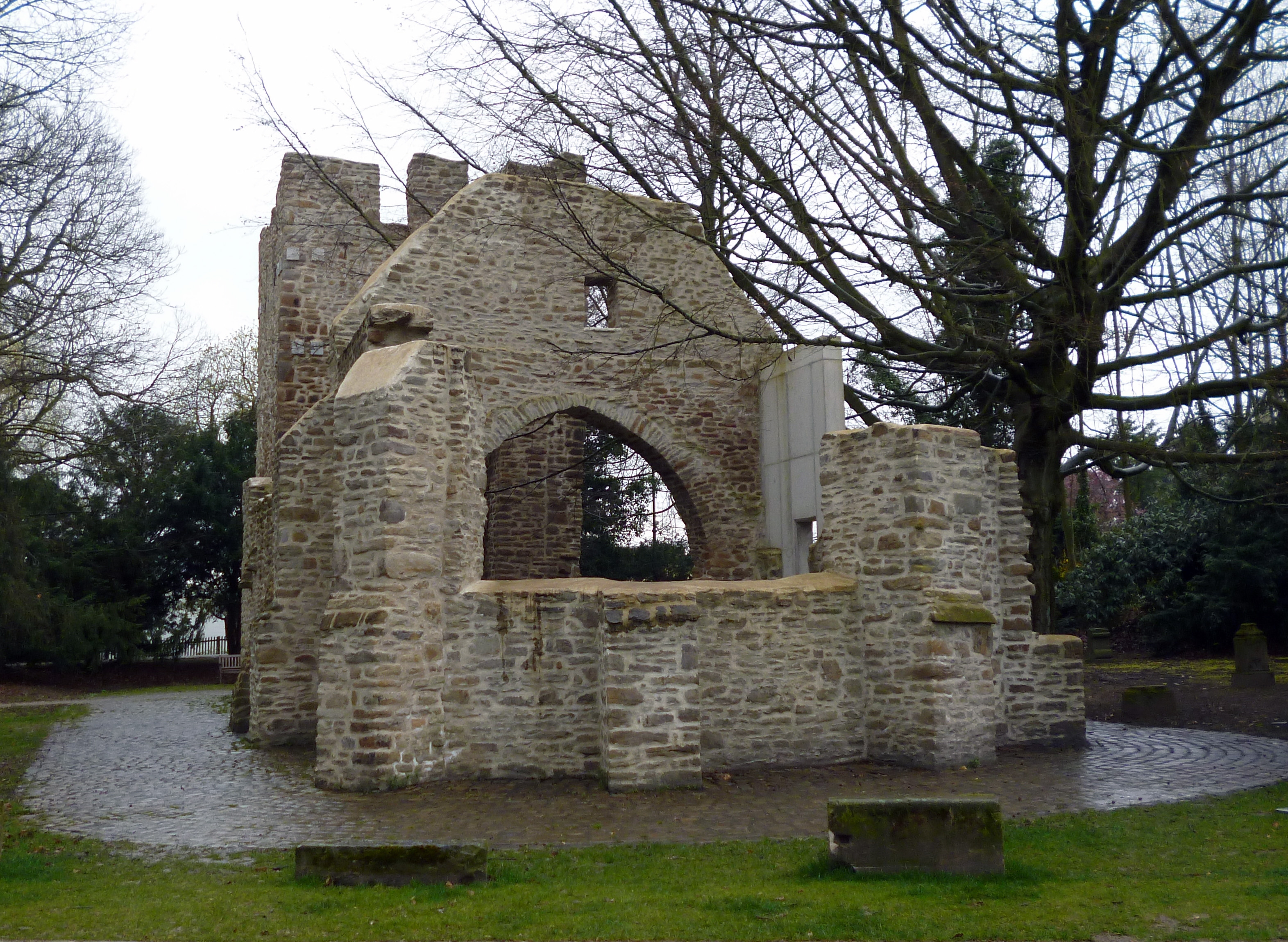
Die Ruine der Sylvesterkapelle, Ansicht von Nordosten

Die Sylvesterkapelle ist die ehemalige, katholische Hauskapelle des Herrensitzes Haus Weitmar im gleichnamigen Stadtteil von Bochum. Sie steht im nordwestlichen Bereich des Schlossparks Weitmar. Während der Reformation erfolgte ein Konfessionswechsel zum evangelisch-lutherischen Bekenntnis, und bis zur Fertigstellung der Bochumer Matthäuskirche im Jahr 1868 diente die Kapelle als Kirche der lutherischen Gemeinde. Den kirchlichen Grundbesitz kaufte 1890 Ludwig von Berswordt und integrierte diesen neben der Kirchenruine in seinen Park. Die Reste der Kapelle wurde am 26. April 1995 als Baudenkmal unter Denkmalschutz gestellt.

## Geschichte
Das genaue Entstehungsdatum der Kapelle ist nicht bekannt. Sie wird 1397 erstmals urkundlich erwähnt, ist aber wohl um einiges älter. Sie stammt vermutlich aus dem frühen 13. Jahrhundert und stand im Zentrum des Gräftenhofes Weitmar. Namensgeber und ihr Schutzpatron war Papst Silvester I. Während der Zeit Wennemar von Hasenkamps als Besitzer des Hauses Weitmar war die Kapelle Filialkirche der Bochumer Propsteikirche Sankt Peter und Paul. 1471 erhob sie der Bruder des Hausherrn, Pastor Johann von Hasenkamp, am Laurentiustag (10. August) zur selbständigen Kirchspielkirche.
Während der Reformation wurde die Kirche 1543 evangelisch und Eigentum der lutherischen Kirchengemeinde. 1572 wurde der erste lutherische Pastor eingestellt, dem alle Befugnisse mit Ausnahme von Taufe und Begräbnis zustanden. Ein Zweig der Familie Hasenkamp blieb jedoch katholisch und errichtete im Jahr 1748 auf dem Schlossplatz eine weitere Kapelle für die Weitmarer Katholiken.

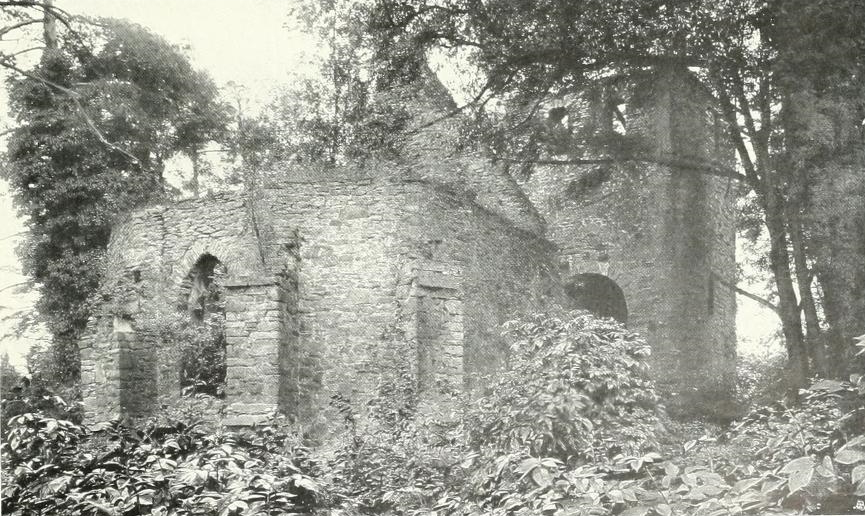
Die Kapelle Anfang des 20. Jahrhunderts

Die Sylvesterkapelle verfiel im 18. und 19. Jahrhundert allmählich. Schließlich war ihr Verfall derart weit fortgeschritten, dass die Instandsetzung nicht mehr lohnte. Die Kirchengemeinde entschied sich zu einem Neubau an anderer Stelle. Von 1866 bis 1868 entstand deshalb die heutige Matthäuskirche in der Matthäusstraße. Die geschnitzte, barocke Kanzel war bereits 1774 der evangelischen Dorfkirche in Herdecke-Kirchende gestiftet worden, der barocke Altar und die beiden Glocken der Sylvesterkapelle fanden in der neu gebauten Matthäuskirche Wiederverwendung.
1890 verkaufte die evangelische Kirchengemeinde den Besitz mit der Kapellenruine für 1000 Mark an Ludwig von Berswordt-Wallrabe. Der Bau kehrte damit in den Besitz der Eigentümer von Haus Weitmar zurück. Zu jenem Zeitpunkt war er bereits stark verfallen, wie Postkarten und Aufnahmen um 1900 zeigen. Die häufig vorzufindende Annahme, dass auch die Sylvesterkapelle durch Bomben zerstört wurde, findet sich auch manchmal in der Literatur. Aber dies Schicksal betrifft die oben genannte Hauskapelle des Haus Weitmar. Im Zuge einer Neugestaltung des Parks ab 2010 wurde die Ruine restauriert.

## Beschreibung

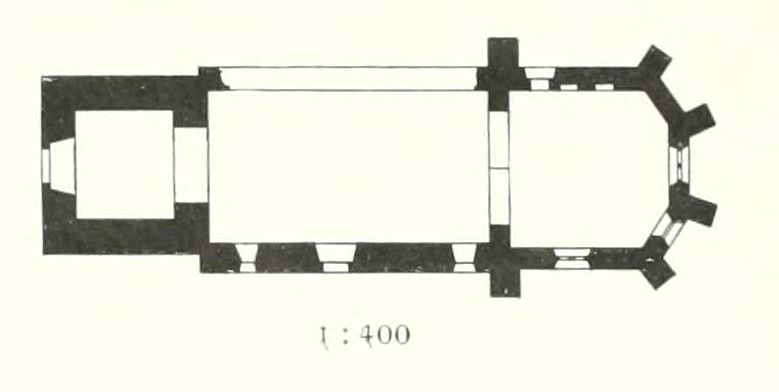
Grundriss 1907

Die Ruine steht im nordwestlichen Bereich des Schlossparks Weitmar und weist überwiegend gotische Elemente auf. Der kleine Friedhof neben der Kapelle zeugt davon, dass das Gotteshaus jahrhundertelang die Kirche der evangelischen Kirchengemeinde war. Teile ihres quadratischen Westturms zeigen noch romanische Formen. Der Turm besitzt ein rundbogiges Portal mit darüberliegendem Ochsenauge. Im Obergeschoss sind noch die unteren Teile von ehemals rundbogigen Fenstern erhalten. Ein Rundbogendurchgang führt in das Langhaus, unter dem eine nicht zugängliche Gruft liegt. Die Krypta wurde 2016 freigelegt, um eine Skulptur von William Tucker, Plastik „Prow“, aus der Kunstsammlung Situation Kunst (für Max Imdahl) aufzunehmen, die durch eine Glastür betrachtet werden kann. Früher sollen dort nach dem Bericht eines Weitmarer Pfarrers Mitglieder der Besitzerfamilien von Haus Weitmar und Haus Bärendorf bestattet worden sein. Die Südmauer des Langhauses ist noch bis zur Höhe der Fensterbänke erhalten, die Nordmauer ist aber nur noch im Sockelbereich vorhanden. An der Ostseite führt eine Spitzbogenöffnung in den spätgotischen Chor, der drei Stufen höher liegt als das Langhaus. Der quadratische Bereich besitzt einen 3/8-Schluss und Öffnungen für Spitzbogenfenster. Die Konsolen für das einstige Chorgewölbe sind noch erhalten. An der Nordseite findet sich eine spätgotische Tabernakelnische mit bekrönendem Wimperg. Dieser gegenüber liegt eine dreieckige Lavabonische.
In der Ruine stehen drei Grabplatten. Sie stammen aus dem Umfeld der Kapelle und wurden dort in den 1970er Jahren aufgestellt. Auf ihnen finden sich die Sterbejahre 1625, 1705 und 1765. Seit 2012 sind hier auch zwei Stahlblöcke zu finden, die Installation O.I.C von Richard Serra.
Außerhalb des Gebäudes sind noch Grabsteine des ehemaligen Friedhofs zu finden.

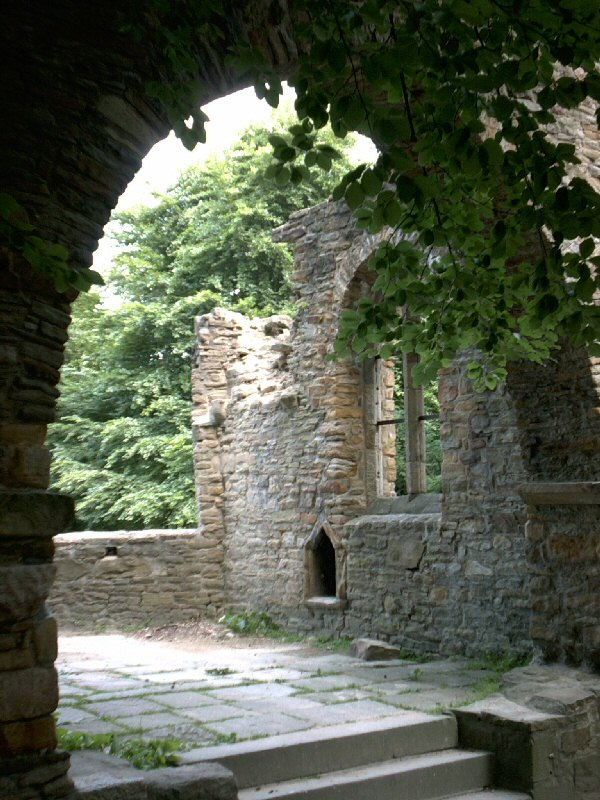
Blick vom Langhaus in den Chor mit Lavabonische
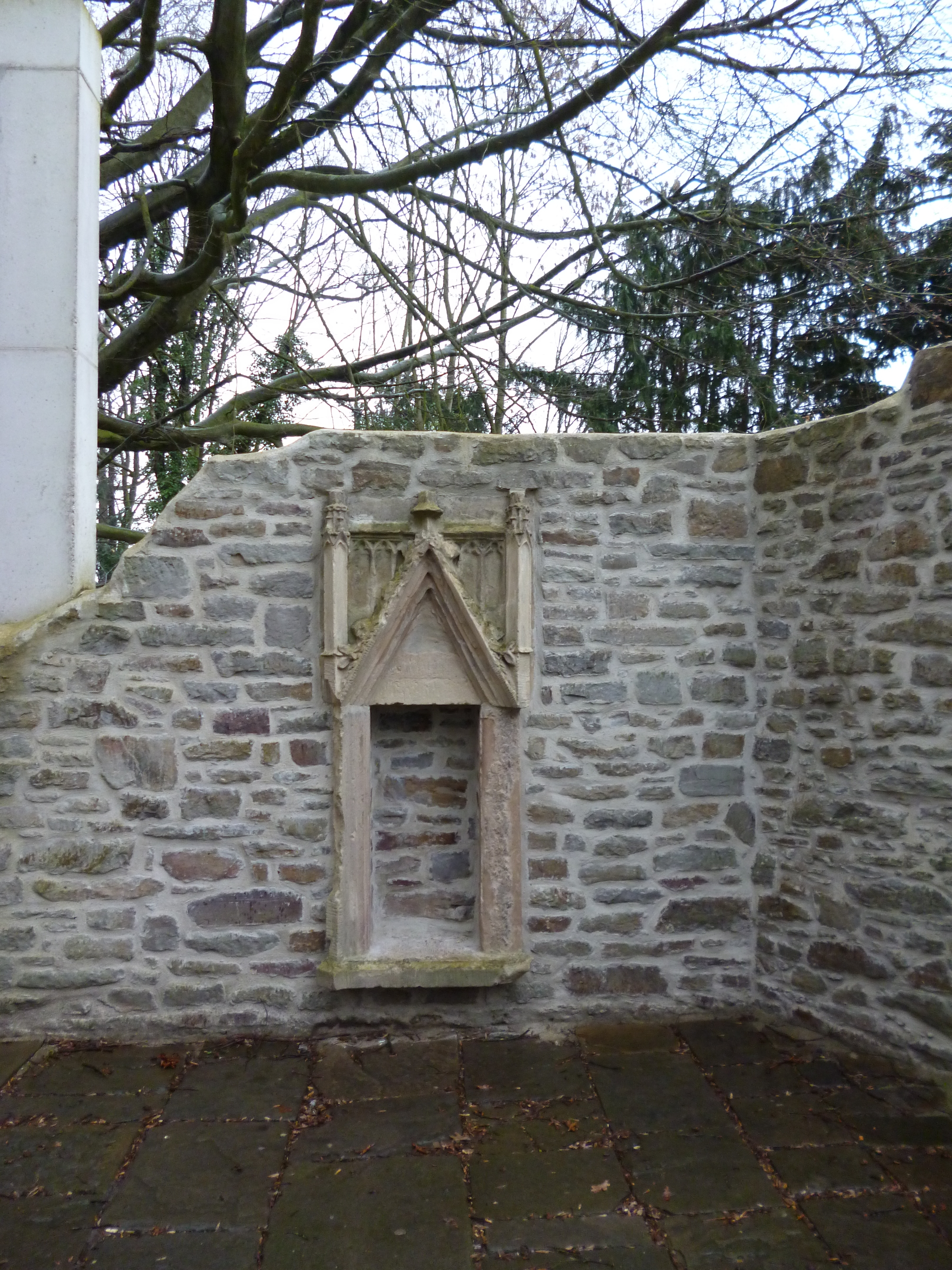
Erhaltene Tabernakelnische
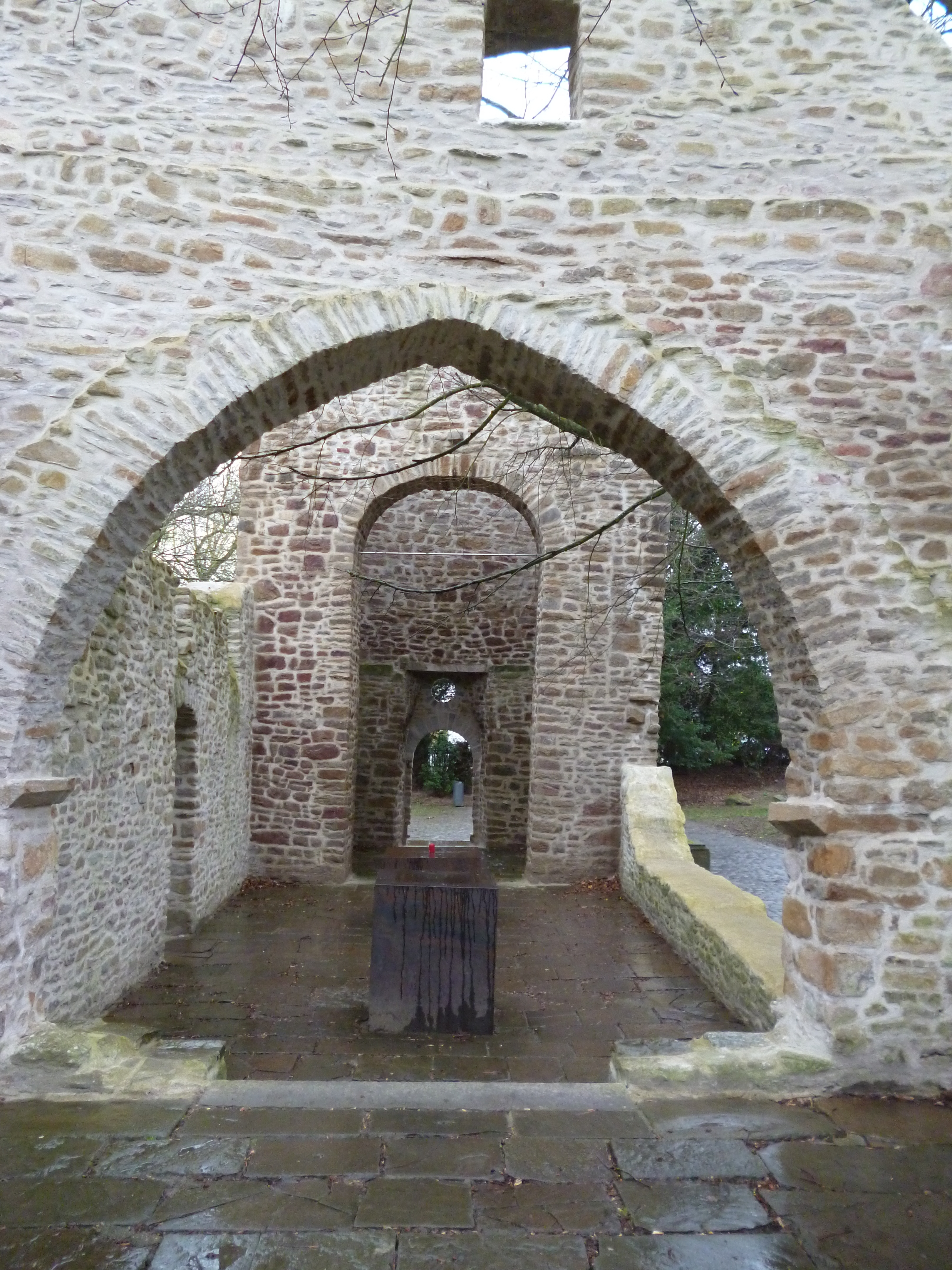
Blick vom Chor durch das Langhaus zum Westturm
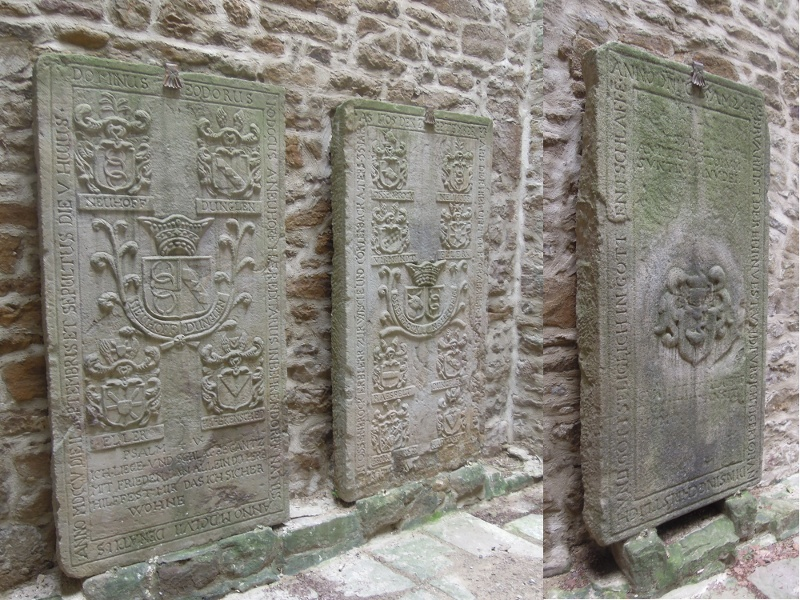
Grabplatten in der Ruine
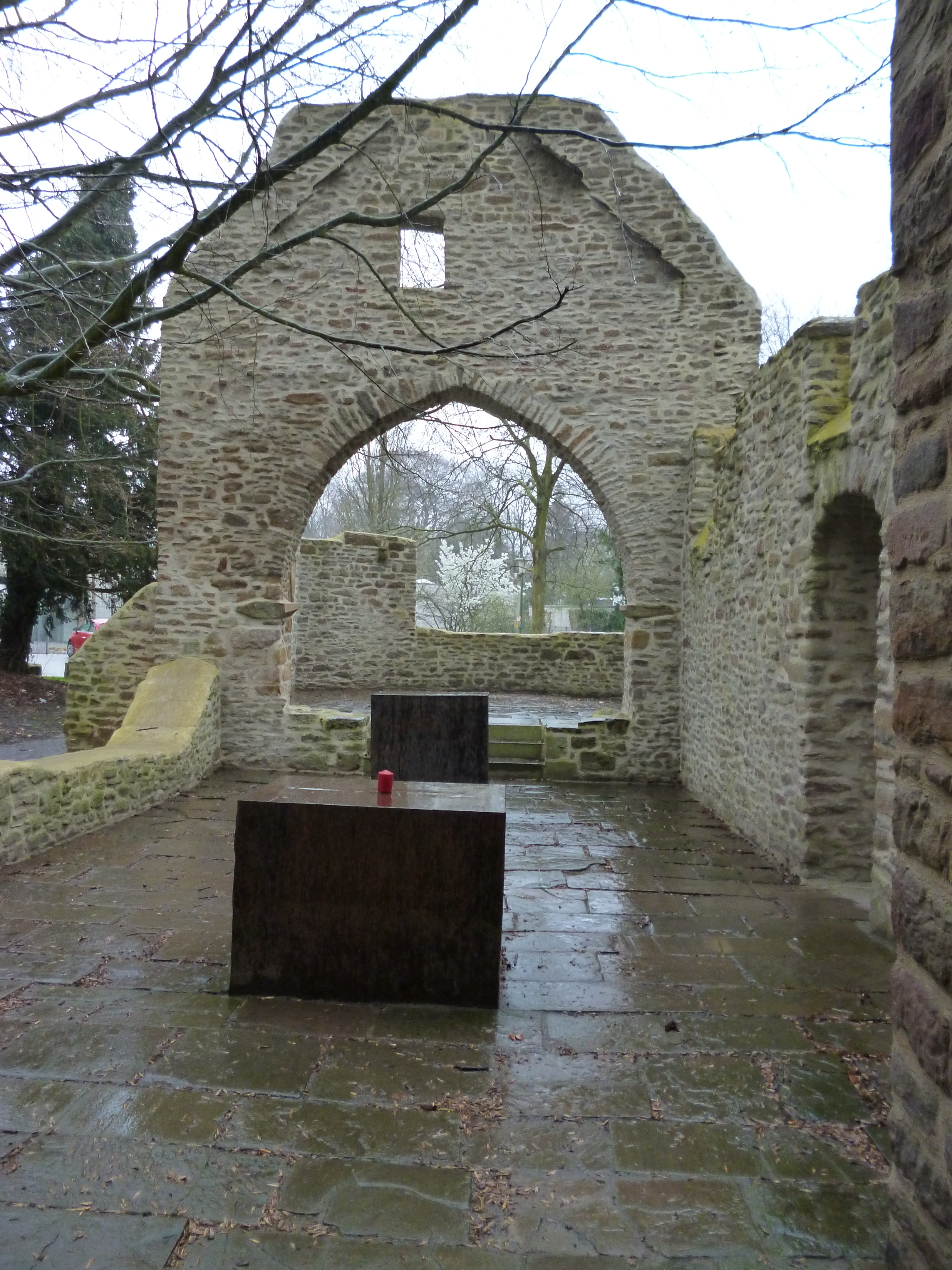
Richard Serra: O.I.C. (Oh, I see)